# スイス・フランの紙幣
スイス・フランの紙幣（スイス・フランのしへい）は、スイス国立銀行から発行されているスイス・フランの紙幣。

## 概要
スイスでは、連邦成立後も各カントンの公立銀行で発行された紙幣が流通していたが、これを1907年に創立したスイス国立銀行で一括して発行管理することになり、この年に第1次紙幣を製造、発行した。以後100年の間に9つのシリーズの紙幣が製造されたが、現在流通している紙幣は第8次型および第9次型である。このうち、第4次と第7次の紙幣は、流通紙幣の予備在庫確保という名目で保管され、発行されることはなかった。第5次までの高額紙幣は非常に大型であり（第5次紙幣の1000フランは横228mm、縦125mm）ほぼA5サイズに近い大型紙幣であったが、現在でも、高額になるほど大きさが大きくなり、また、50フラン以上の紙幣では昔から額面により印刷色が決まっている（50: 緑、100: 青、200・500: 茶、1000: 紫）ので一目で見分けがつく。なおスイスの紙幣には、公用語であるドイツ語、フランス語、イタリア語、ロマンシュ語の4言語（第5次紙幣まではロマンシュ語を除く3言語）で額面などの標記がされていることは、よく知られている。
スイスの紙幣は概ね20年程度で改定されてきたが、デンマークや日本の紙幣のように第二次大戦後に発行された物が全て法的に有効というわけでないので注意が必要である。現在流通している紙幣以外で法的に有効なのは第6次紙幣（1975年発行2000年流通停止）以降のみで、それ以前の旧紙幣は全て通貨としての価値を失っている。
従来は流通停止後20年の交換期限が設けられていたが現在は撤廃されたため、第6次以降の紙幣については交換期限がない。

## 高額紙幣
スイスには紙幣発行当初から1000フランの高額紙幣があり、現在も発行され流通している。使い勝手の良くないと言われた500フラン紙幣は、現在では発行中止になり、200フラン紙幣に代わっているが、1000フラン紙幣は発行が続いている。1000フラン紙幣は日本円10万円相当の高額紙幣であるために、一般旅行者が手にする機会は無いし、現地でも滅多にお目にかかれないが、スイスは自由通貨国であるので、資産家などが外貨や金を購入する時に使われるようである。10000フランの支払いに100フラン紙幣100枚より、1000フラン紙幣10枚の方が合理的だという考え方が存在するようだ。アメリカではクレジットカードが決済の主要手段であり、現金は50ドル紙幣でさえ受け取りを拒否する店があるようだが、スイスは日本同様現金を重視する国であるので、よほどの田舎や小さな商店でない限り、旅行者が支払いで1000フランを出しても受け取りを拒否されることは少ない。この点は同じヨーロッパでも200ユーロ紙幣の受け取りも拒む店の多いイタリアやフランスなどとは異なっている。
1000フラン紙幣の紙幣流通総量に占める割合は61%（2018年現在）、流通金額は480億スイス・フランで約5兆円である（2019年5月7日現在）。

## 第1次紙幣
第1次紙幣は、1907年6月に発行された。50・100・500・1000フランの4種で、デザインは各額面共通。それまでに各カントンの公立銀行で発行されていたものと同じく、表面には左にヘルヴェティア女神の立像、右に天使の像が描かれていた。裏面には帽子を被ったヘルメスの頭像が左右に配されていた。このシリーズは各カントンで発行されていた紙幣にスイスの紋章（白十字）を表面右上に赤色で加刷したものである。1925年6月まで流通し、1945年6月末に通貨価値が消滅している。
| 第1次紙幣 | 第1次紙幣 | 第1次紙幣       | 第1次紙幣   | 第1次紙幣 | 第1次紙幣      | 第1次紙幣 | 第1次紙幣     | 第1次紙幣    | 第1次紙幣    |
| 画像      | 画像      | 額面 （フラン） | 寸法 （mm） | 主色      | 図柄           | 図柄      | 年月日        | 年月日       | 年月日       |
| 表        | 裏        | 額面 （フラン） | 寸法 （mm） | 主色      | 表             | 裏        | 発行          | 回収         | 失効         |
| --------- | --------- | --------------- | ----------- | --------- | -------------- | --------- | ------------- | ------------ | ------------ |
|           |           | 50              | 166×103     | 緑/黄色   | ヘルヴェティア | 装飾      | 1907年6月20日 | 1925年7月1日 | 1945年7月1日 |
|           |           | 100             | 183×116     | 青        | ヘルヴェティア | 装飾      | 1907年6月20日 | 1925年7月1日 | 1945年7月1日 |
|           |           | 500             | 199×126     | 緑        | ヘルヴェティア | 装飾      | 1907年6月20日 | 1925年7月1日 | 1945年7月1日 |
|           |           | 1000            | 215×132     | 紫        | ヘルヴェティア | 装飾      | 1907年6月20日 | 1925年7月1日 | 1945年7月1日 |

## 第2次紙幣
第2次紙幣は5・10・20・40・50・100・500・1000フランの額面のものが製造され、1911年から14年にかけて発行されてから、1955年、57年に第5次紙幣に置き換わるまで、比較的長期間にわたって流通した。このうち、10と40フラン紙幣は準備券で発行されることはなかった。また、5フラン紙幣は第2次大戦中に5フラン銀貨を回収し銀を国庫保管するために積極的に使用された。これらの第2次紙幣は、20フラン紙幣は1935年末まで流通し、無効となったのは1956年、50フラン以上の高額紙幣は1958年まで流通し、無効になったのは1978年であったが、5フラン紙幣のみは1980年まで現行紙幣であり、通貨価値が無くなったのは2000年の5月であった。
第2次銀行券では50フラン以上の高額紙幣は表面に女性の頭像、裏面にはスイスの産業を表すモチーフが描かれていた。このうち、50および100フラン紙幣は、スイスの著名な画家フェルディナント・ホドラーが裏表共にデザインを担当していて、50フラン紙幣の裏面には代表作の木を伐る人が描かれていた。この他、20フラン紙幣は兌換金券で紙幣の表には当時の20フラン金貨と同じブレネリの肖像が入っていた。この20フラン紙幣は、第1次大戦中に金貨を引き上げる目的で発行された。また、5フラン紙幣の肖像はウィリアム・テルであり、低額紙幣の裏面は額面と装飾図案のみであった。
このシリーズはイギリスの、ウォーターロー・アンド・サン社の印刷である。
| 第2次紙幣 | 第2次紙幣 | 第2次紙幣       | 第2次紙幣   | 第2次紙幣 | 第2次紙幣          | 第2次紙幣            | 第2次紙幣      | 第2次紙幣      | 第2次紙幣     |
| 画像      | 画像      | 額面 （フラン） | 寸法 （mm） | 主色      | 図柄               | 図柄                 | 年月日         | 年月日         | 年月日        |
| 表        | 裏        | 額面 （フラン） | 寸法 （mm） | 主色      | 表                 | 裏                   | 発行           | 回収           | 失効          |
| --------- | --------- | --------------- | ----------- | --------- | ------------------ | -------------------- | -------------- | -------------- | ------------- |
|           |           | 5               | 125×70      | 緑/茶色   | ウィリアム・テル   | 装飾、バラ飾り、額面 | 1914年8月3日   | 1980年5月1日   | 2000年5月1日  |
|           |           | 10              | 135×82      | 黄色/茶色 | ヌーシャテルの女性 | 装飾、バラ飾り、額面 | （準備券）     | （準備券）     | （準備券）    |
|           |           | 20              | 163×95      | 水色/紫   | ブレネリ           | 装飾、バラ飾り、額面 | 1914年7月31日  | 1935年12月31日 | 1956年1月1日  |
|           |           | 40              | 144×82      | 紫/茶色   | ヴィンケルリード   | 装飾、バラ飾り、額面 | （準備券）     | （準備券）     | （準備券）    |
|           |           | 50              | 165×106     | 緑        | 女性の頭像         | 木を伐る人           | 1911年12月22日 | 1958年10月1日  | 1978年10月1日 |
|           |           | 100             | 181×115     | 藍色      | 女性の頭像         | 草を刈る人           | 1911年9月16日  | 1958年10月1日  | 1978年10月1日 |
|           |           | 500             | 200×125     | 赤/茶色   | 女性の頭像         | 刺繍する女性         | 1912年12月24日 | 1958年10月1日  | 1978年10月1日 |
|           |           | 1000            | 216×131     | 紫/橙色   | 女性の頭像         | 鋳造場               | 1911年9月16日  | 1958年10月1日  | 1978年10月1日 |

## 第3次紙幣
第3次紙幣は20・100フランの2額面のみで、第2次紙幣の増刷的性格が強い。1918年に100フラン紙幣が、1930年に20フラン紙幣が発行された。100フラン紙幣の肖像はウィリアム・テルであった。またこの100フラン紙幣にはテルの肖像の異なったものが戦時の準備紙幣として製造されたが発行されることはなかった。また、20フラン紙幣はスイスの紙幣初めての文化人の肖像として教育者のペスタロッチが描かれていた。20フラン紙幣にも他にペスタロッチの肖像の異なるものや、女性の肖像の紙幣が準備紙幣として用意されていたが発行はされなかった。100フラン紙幣は1925年6月まで流通し、1945年6月限りで無効となった。一方20フラン紙幣の方は、1956年3月まで流通し、1976年3月末限りで無効となった。
| 第3次紙幣 | 第3次紙幣 | 第3次紙幣       | 第3次紙幣   | 第3次紙幣 | 第3次紙幣        | 第3次紙幣                    | 第3次紙幣     | 第3次紙幣    | 第3次紙幣    |
| 画像      | 画像      | 額面 （フラン） | 寸法 （mm） | 主色      | 図柄             | 図柄                         | 年月日        | 年月日       | 年月日       |
| 表        | 裏        | 額面 （フラン） | 寸法 （mm） | 主色      | 表               | 裏                           | 発行          | 回収         | 失効         |
| --------- | --------- | --------------- | ----------- | --------- | ---------------- | ---------------------------- | ------------- | ------------ | ------------ |
|           |           | 20              | 141×88      | 灰色/青   | フリブールの女性 | 装飾、バラ飾り、額面         | （準備券）    | （準備券）   | （準備券）   |
|           |           | 20              | 143×86      | 青        | ペスタロッチ     | スイス十字                   | （準備券）    | （準備券）   | （準備券）   |
|           |           | 20              | 143×86      | 青        | ペスタロッチ     | スイス十字                   | 1930年7月15日 | 1956年4月1日 | 1976年4月1日 |
|           |           | 100             | 180×115     | 茶/青     | ウィリアム・テル | 装飾、バラ飾り、ユングフラウ | （準備券）    | （準備券）   | （準備券）   |
|           |           | 100             | 180×115     | 茶色/青   | ウィリアム・テル | 装飾、バラ飾り、ユングフラウ | 1918年9月27日 | 1925年7月1日 | 1945年7月1日 |

## 第4次紙幣
第4次紙幣は1938年にデザインされ、第二次大戦中に発行できるよう準備がされた。50・100・1000フラン紙幣は印刷までされた（特に1000フラン紙幣は1500万枚印刷）が、500フラン紙幣は試作段階で終わっている。各額面の紙幣はいずれも発行されることはなかった。これらの紙幣は表面に女性の頭像、裏面は産業の象徴が描かれていた。（100フラン紙幣の裏面は単なる装飾模様。）
|  |  | 50   | 167×96  | 緑      | 女性の頭像         | 雄牛                 |
|  |  | 100  | 190×106 | 青      | ハスリタールの女性 | 装飾、バラ飾り、額面 |
|  |  | 500  | 210×116 | 赤/茶色 | 女性の頭像         | 化学                 |
|  |  | 1000 | 228×125 | 紫/青   | 女性の頭像         | タービン             |

## 第5次紙幣
第5次紙幣は低額の10・20フラン紙幣が1956年に、高額の50・100・500・1000フラン紙幣は1957年に発行された。この第5次紙幣では、低額紙幣は表面に著名人の肖像が、裏面には高山植物がデザインされた。一方高額紙幣は表面に女性や子供（公式な発表は無いが、紙幣のデザイナーは、50フランはハイジ、100フランはその友人のペーター少年を意識してデザインしたと言われている。）の肖像、裏面には歴史的故事などが絵画調で描かれた芸術性の高いものとなった。これら第5次紙幣は1980年4月まで流通し2000年4月末限りで無効となった。なおこの紙幣はスイスのオレル・フューズリ社ではなく、英国のウォーターロー・アンド・サン社とトーマス・デ・ラ・ルー社（現在のデ・ラ・ルー社）で印刷された。各紙幣の表肖像下の欄外に印刷所の銘が小さく入っている。
| 第5次紙幣 | 第5次紙幣 | 第5次紙幣       | 第5次紙幣   | 第5次紙幣 | 第5次紙幣              | 第5次紙幣        | 第5次紙幣     | 第5次紙幣    | 第5次紙幣    |
| 画像      | 画像      | 額面 （フラン） | 寸法 （mm） | 主色      | 図柄                   | 図柄             | 年月日        | 年月日       | 年月日       |
| 表        | 裏        | 額面 （フラン） | 寸法 （mm） | 主色      | 表                     | 裏               | 発行          | 回収         | 失効         |
| --------- | --------- | --------------- | ----------- | --------- | ---------------------- | ---------------- | ------------- | ------------ | ------------ |
|           |           | 10              | 137×75      | 茶色/赤   | ゴットフリート・ケラー | ダイコンソウの花 | 1956年10月1日 | 1980年5月1日 | 2000年5月1日 |
|           |           | 20              | 155×85      | 水色      | デュフォール将軍       | アザミ           | 1956年3月29日 | 1980年5月1日 | 2000年5月1日 |
|           |           | 50              | 173×95      | 緑        | 少女の頭像             | リンゴの収穫     | 1957年6月14日 | 1980年5月1日 | 2000年5月1日 |
|           |           | 100             | 191×105     | 藍色      | 少年の頭像             | 聖マルティヌス   | 1957年6月14日 | 1980年5月1日 | 2000年5月1日 |
|           |           | 500             | 210×115     | 茶色/赤   | 女性の頭像             | 若返りの泉       | 1957年6月14日 | 1980年5月1日 | 2000年5月1日 |
|           |           | 1000            | 228×125     | 紫        | 女性の頭像             | 死の舞踏         | 1957年6月14日 | 1980年5月1日 | 2000年5月1日 |

## 第6次紙幣
第6次紙幣は1976年（100フラン） - 1979年（10フラン）にかけて登場し、10・20・50・100・500・1000フランの6種類。この紙幣で表面に文化人、裏面にその人物に関係のあるモチーフというスタイルが確立され、現行の第8次紙幣に引き継がれた。この第6次紙幣で裏面デザインが初めて縦長となった。2000年4月まで流通した。
| 第6次紙幣 | 第6次紙幣 | 第6次紙幣       | 第6次紙幣   | 第6次紙幣 | 第6次紙幣                            | 第6次紙幣                                                  | 第6次紙幣     | 第6次紙幣    | 第6次紙幣   |
| 画像      | 画像      | 額面 （フラン） | 寸法 （mm） | 主色      | 図柄                                 | 図柄                                                       | 年月日        | 年月日       | 年月日      |
| 表        | 裏        | 額面 （フラン） | 寸法 （mm） | 主色      | 表                                   | 裏                                                         | 発行          | 回収         | 失効        |
| --------- | --------- | --------------- | ----------- | --------- | ------------------------------------ | ---------------------------------------------------------- | ------------- | ------------ | ----------- |
|           |           | 10              | 137×66      | 赤/茶色   | レオンハルト・オイラー               | 発電用水車、太陽系、レンズを通過する光線の伝達             | 1979年11月5日 | 2000年5月1日 | なし (廃止) |
|           |           | 20              | 148×70      | 水色      | オラス＝ベネディクト・ド・ソシュール | 山脈、登山者たち、海馬角                                   | 1979年4月4日  | 2000年5月1日 | なし (廃止) |
|           |           | 50              | 159×74      | 緑        | コンラート・ゲスナー                 | ワシミミズク、サクラソウ、星                               | 1978年10月4日 | 2000年5月1日 | なし (廃止) |
|           |           | 100             | 170×78      | 藍色      | フランチェスコ・ボッロミーニ         | サンティーヴォ・アッラ・サピエンツァ教会の頂部とその平面図 | 1976年10月4日 | 2000年5月1日 | なし (廃止) |
|           |           | 500             | 181×82      | 茶色      | アルブレヒト・フォン・ハラー         | 人体の筋肉、呼吸と血流、紫のラン                           | 1977年4月4日  | 2000年5月1日 | なし (廃止) |
|           |           | 1000            | 192×86      | 紫        | オーギュスト・フォレル               | 3匹のアリと蟻塚の断面                                      | 1978年4月4日  | 2000年5月1日 | なし (廃止) |

## 第7次紙幣

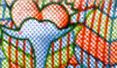
長らくこの写真だけしか公表されていなかった

第7次紙幣は1984年に第6次紙幣の増備目的に印刷され保管されていたが、セキュリティ対策の進んだ第8次紙幣が製造されることが決定したため、発行はされなかった。10・20・50・100・500・1000フランの6種類で1000フラン紙幣を除いて第6次紙幣と同じ人物の肖像と関連モチーフが表裏面に描かれていた。
この第7次紙幣は機密保持のため、製造後20年以上に渡って詳細が公表されず、図案も50フラン紙幣の表面のごく一部分の写真が公表されるにとどまり、詳細が不明で幻の紙幣であったが、流通させる予定が完全に無くなり廃止となったため、2007年に図案や詳細などその全容が初めて公表された。なお、このシリーズに施されたセキュリティは第6次紙幣と同等のものであった。
|  |  | 10   | 137×66 | 赤/茶色 | レオンハルト・オイラー、多面体、ケーニヒスベルクの橋                               | ガンマ関数、計算式、太陽系                                                                                                   |
|  |  | 20   | 148×70 | 水色    | オラス＝ベネディクト・ド・ソシュール、水晶、普通角閃石                             | 毛髪湿度計、シャモニーとモンブラン、タキュルに挑む遠征隊                                                                     |
|  |  | 50   | 159×74 | 緑      | コンラート・ゲスナー、サクランボの枝、茂みの葉                                     | （『動物誌』の木版画を基とした）イヌワシ、動物の変態、ラテン語版『動物誌』によるヒュドラー                                   |
|  |  | 100  | 170×78 | 藍色    | フランチェスコ・ボッロミーニ、サン・ジョバンニ・イン・ラテラノ大聖堂の建築モチーフ | サンティーヴォ・アッラ・サピエンツァ教会の尖塔、サン・カルロ・アッレ・クアットロ・フォンターネ教会の平面図、鳩とオリーブの枝 |
|  |  | 500  | 181×82 | 茶色    | アルブレヒト・フォン・ハラー、巣室                                                 | 18世紀の解剖図、X線をあてた胸、『アルプス』による山岳                                                                        |
|  |  | 1000 | 192×86 | 紫      | ルイ・アガシー、貝の表面構造                                                       | パーチの頭・骨格・化石、パーチの鱗、アンモナイト                                                                             |

## 第8次紙幣
第8次型紙幣は、10・20・50・100・200・1000フランの6種類である。500フラン紙幣に代わって新たに200フラン紙幣が発行されるようになったが、これらの紙幣は世界で最も偽造が難しい紙幣といわれるほど、様々なハイテクを使った偽造防止策が施されている。また、縦長のデザインも最近では徐々に採用する国が増えてきたが、先進諸国においては非常に珍しい物となっている。スイスでは先に述べた通り、第6次紙幣の裏面で初めて縦長のデザインが採用されたが、現行第8次紙幣では裏表共に縦長のデザインとなった。
第9次型紙幣の全額面が発行されたことにより、この第8次型紙幣は2021年4月30日をもって発行停止になると発表された。但し、今後期限を定めず中央銀行で新紙幣と額面通りの交換が保証されている。
| 第8次紙幣 | 第8次紙幣 | 第8次紙幣       | 第8次紙幣   | 第8次紙幣 | 第8次紙幣                        | 第8次紙幣                                  | 第8次紙幣     | 第8次紙幣 |
| 画像      | 画像      | 額面 （フラン） | 寸法 （mm） | 主色      | 図柄                             | 図柄                                       | 年月日        | 年月日    |
| 表        | 裏        | 額面 （フラン） | 寸法 （mm） | 主色      | 表                               | 裏                                         | 発行          | 改訂      |
| --------- | --------- | --------------- | ----------- | --------- | -------------------------------- | ------------------------------------------ | ------------- | --------- |
|           |           | 10              | 126×74      | 黄色      | ル・コルビュジエ                 | チャンディーガルの高等裁判所、モデュロール | 1997年4月8日  | 2000年    |
|           |           | 20              | 137×74      | 赤        | アルテュール・オネゲル           | 『パシフィック231』、機関車                | 1996年10月1日 | 2000年    |
|           |           | 50              | 148×74      | 緑        | ゾフィー・トイバー＝アルプ       | 『矩形のレリーフ』、『テテ・ダダ』         | 1995年10月3日 | 2000年    |
|           |           | 100             | 159×74      | 青        | アルベルト・ジャコメッティ       | 『ロタールII』、『歩く男』                 | 1998年10月1日 |           |
|           |           | 200             | 170×74      | 茶色      | シャルル・フェルディナン・ラミュ | 山、湖                                     | 1997年10月1日 |           |
|           |           | 1000            | 181×74      | 紫        | ヤーコプ・ブルクハルト           | 古代建築、ルネサンス                       | 1998年4月1日  |           |

### 第8次紙幣におけるセキュリティ

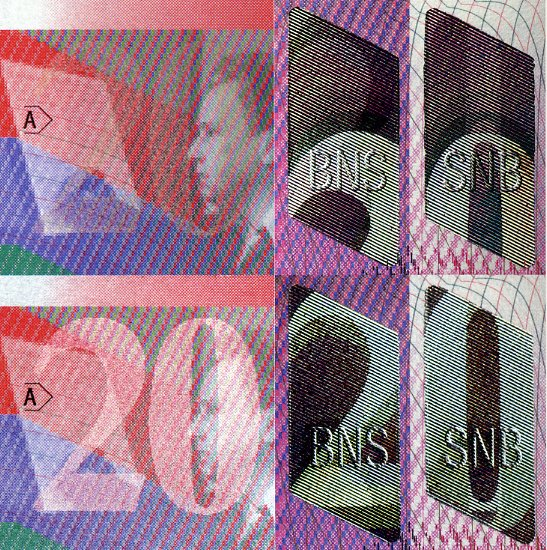
20フランにおけるセキュリティ。Aマークとホログラム。

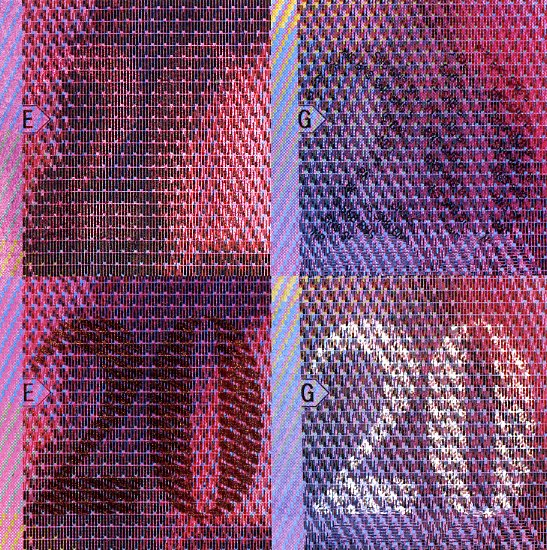
20フランにおけるセキュリティ。EマークとGマーク。

現行の第8次紙幣には、偽札対策として、世界の紙幣の中でも最も複雑なセキュリティが仕組まれていると言われている。縦長の紙幣の表面左端にはアルファベットでA - Hまでのマーキングがあり、それぞれの個所に各紙幣の額面の数字が示されている。
- A: パールインク。紙幣の基本色に発色するパールインクで額面を表示。
- B: 漉き入れ。額面の数字の漉き入れパターン。
- C: 深刻凹版。額面が複雑な模様の凹版で表示。
- D: ピンホールセキュリティ。額面の数字のピンホールが開いている。50フラン以下の紙幣には施されていなかったが2000年 - 2002年の間に、100フラン以上の紙幣同様の処理が施された。
- E: メタリックインク。紙幣基本色の濃淡が変化するインクで額面が表示されている。
- F: 紫外線インク。左右に紫外線に発光するインクで額面が印刷されているが、右が黄色に蛍光を放つ一般的な紫外線発光インクであるのに対し、左側は、紙幣基本色の濃い色に発光する非常に珍しいもの。
- G: マイクロ文字フォイル。マイクロ文字の入ったアルミフォイルインクで額面を表示。
- H: 潜像凹版。見る角度により額面表示が現れる。

この他各額面ともに4個所にホログラムパッチが施されているが、内2つ（200フランは3つ）のホログラムは、額面数字がアニメーションする複雑なホログラムである。このホログラムは特に「キネグラム」という名称が付けられている。
スイスの紙幣には最近各国の紙幣に見られる複製防止のためのユーリオン模様は採用されていないが、これに代るものとして、2005年以降に製造された紙幣には電子透かしが埋め込まれているという。
この他のセキュリティとしては、安全線も1本漉き込まれている他、黒透かしも採用されている。なお、表の肖像は日本の紙幣のように手彫りではなく、コンピュータによる彫刻である。

## 第9次紙幣

### デザインコンペティション
2005年11月、スイス国立銀行は新紙幣のデザインコンペティションを行い、2007年に入賞作品が公開された。このコンペのグランプリ獲得者のデザインでは、20フランは人間の全身血管図、100フランは人間の胚、200フランはヒト免疫不全ウイルス（HIV）がモチーフにされており、更に各紙幣には人間の臓器や髑髏のイラストが入っていた。このデザインは国民から「ひどい」「不快」との批判が巻き起こり、紙幣用デザインからは取り下げられた。その為実際に流通させる紙幣は、次点で入賞したデザイナーの作品が基になった。
当初は2008年より生産が、2010年より発行が始まる予定だったが、複数回の順延により生産開始は8年後の2016年までずれ込んだ。

### 実際の紙幣
第8次紙幣より一回りサイズが小さく、ポリマー製の透明のフィルムに従来の紙を両面から接着するという、従来の紙幣ともポリマー紙幣とも異なる特殊な3層構造の用紙に印刷されている。また、表面と裏面の紙にはそれぞれ異なる形状の穴が開けられており、これが後述するセキュリティ表示のA部分を実現している。
アルファベットのマーキングはEまでとなっており、対応するセキュリティ表示は第8次紙幣の額面数字に替わってスイス国旗  となっている。セキュリティ表示は、A:半透明窓、B:マイクロ文字、C:潜像凹版、D:ピンホール、E:漉き入れ。また、赤外線吸収インクが一部に採用された。地球儀に用いられる光学的変化インクは、変化境界が円弧状となる。裏面にはセキュリティスレッドが視覚的に露出している部分が存在する。第8次紙幣には無かったユーリオンも表側に用いられている。
額面種類は第8次紙幣と同じで、額面ごとの基本色は第8次紙幣を踏襲している。2016年4月12日に第9次デザインの50フラン紙幣の支払いが開始され、2019年9月12日まで段階的に全ての額面が第9次紙幣に置き換えられた。
実際に発行された第9次紙幣のデザインは、「手」がテーマとなっている。これをデザインしたデザイナーは、「手という、ある意味で原始的で直接的な『道具』があれば、すべての人がお金の取引をすることができるから」と説明している。このデザインは国際銀行券協会の「今年の紙幣（IBNS Banknote of the Year）」賞を2年連続で受賞するなど国際的に評価が高い。
| 第9次紙幣 | 第9次紙幣 | 第9次紙幣       | 第9次紙幣   | 第9次紙幣 | 第9次紙幣                           | 第9次紙幣 | 第9次紙幣                                                                      | 第9次紙幣      |
| 画像      | 画像      | 額面 （フラン） | 寸法 （mm） | 主色      | テーマ                              | 図柄 | 図柄                                                                           | 発行開始       |
| 表        | 裏        | 額面 （フラン） | 寸法 （mm） | 主色      | テーマ                              | 表 | 裏                                                                             | 発行開始       |
| --------- | --------- | --------------- | ----------- | --------- | ----------------------------------- | --- | ------------------------------------------------------------------------------ | -------------- |
|           |           | 10              | 70×123      | 黄        | スイスの組織能力 時間               | 地紋：時計 前景：指揮棒で指揮する両手と、地球儀上の時間帯 ホログラム：スイスの鉄道網と、長い鉄道トンネルの名称                              | 地紋：スイスの鉄道路線図 背景：トンネル内の鉄道分岐線 前景：機械式時計の機構部 | 2017年10月18日 |
|           |           | 20              | 70×130      | 赤        | スイスの創造性 光                   | 地紋：万華鏡による鏡像 前景：プリズムを持つ右手と、地球儀上の星座 ホログラム：夜間衛星写真と、主要天体との光速距離                          | 地紋：人の虹彩 背景：映画祭 前景：蝶                                           | 2017年5月17日  |
|           |           | 50              | 70×137      | 緑        | スイスで可能な豊かな体験 風         | 地紋：風をイメージした矢印 前景：タンポポの種を風にかざす左手と、地球儀上の大気の流れ ホログラム：アルプスと、国内の標高4000m以上の峰の名前 | 地紋：等高線 背景：山 前景：パラグライダー                                     | 2016年4月12日  |
|           |           | 100             | 70×144      | 青        | スイスの人道伝統 水                 | 前景：水をすくいあげる手 ホログラム：水路のネットワークとスイスの長い川のリスト                                                             | 灌漑水路                                                                       | 2019年9月12日  |
|           |           | 200             | 70×151      | 茶        | スイスの科学力 物質                 | 前景：フレミングの右手の法則 ホログラム：スイスの地質時代の抽象的な地図と宇宙の形成を示すタイムライン                                       | 粒子衝突と粒子検出器                                                           | 2018年8月22日  |
|           |           | 1000            | 70×158      | 紫        | スイスのコミュニケーション能力 言語 | 前景：握手 ホログラム：スイスとその近隣諸国の言語地域とすべてのスイスの州                                                                   | オープンネットワーク                                                           | 2019年3月13日  |

## 第10次紙幣
2024年10月30日、スイス国立銀行は「スイスの高原」をテーマとした新たな紙幣シリーズの開発を発表した。発行のスケジュールはまだ未定だが、2030年頃の発行を見据えており、2025年2月よりデザインコンペティションが開始され、2025年秋ごろに入賞作品が公開され、2026年に受賞デザインが決定する予定である。